# Yamada, Fukuoka
Yamada (山田市 Yamada-shi?) a fost un municipiu din Japonia, prefectura Fukuoka. La 27 martie 2006, municipiul Yamada și orașele Inatsuki, Kaho și Usui (toate din districtul Kaho) au fost comasate pentru a forma municipiul Kama.